# Cora Frost
Cora Frost (* 1963 in München) ist eine deutsche Sängerin, Schauspielerin, Theater-Regisseurin und Autorin.

## Leben
1981 trat Frost zum ersten Mal als Sängerin mit eigenen Liedern auf. Neben der Kleinkunst betätigt sie sich auch als Film- und Theaterschauspielerin. 1996 erhielt sie den Deutschen Kleinkunstpreis.
Cora Frost arbeitet seit 2005 auch regelmäßig als Theater-Regisseurin in Berlin und Bremen, unter anderem in der Bar jeder Vernunft in Berlin und beim Jungen Theater Bremen.  Sie hat sich darauf spezialisiert, in ihre Projekte neben professionellen Schauspielern und Musikern auch Laien, „Freaks“, Lebenskünstler und „Spezialisten“ zu integrieren. Dazu gehören Performances in Reisebussen und einem Kiosk, Reisen zu den „Wundern“ einer Stadt und auch Hörspiele.

## Diskografie
- Starimbiss
- So blau
- Fugu
- Nexte Lied

## Filmografie
- 1990: Ein anderer Liebhaber (TV) – Regie: Xaver Schwarzenberger
- 1994: Einer meiner ältesten Freunde – Regie: Rainer Kaufmann
- 1994: Deutschland und das Ich (Kurzfilm) – Regie: Hito Steyerl
- 1998: Tigerstreifenbaby wartet auf Tarzan – Regie: Rudolf Thome
- 2000: Paradiso – Sieben Tage mit sieben Frauen – Regie: Rudolf Thome[2]
- 2001: Escape to Life – Die Erika und Klaus Mann Story – Regie: Wieland Speck, Andrea Weiss
- 2011: B.i.N. – Berlin im November – Regie: Victor Schefé
- 2014: Von jetzt an kein Zurück – Regie: Christian Frosch
- 2021: Cora Frost: „Eigene Sachen machen, dafür ist man auf der Welt“ – Regie: Christiane Huber

## Bücher
- Mein Körper ist ein Hotel. DTV, München 1998, ISBN 3-423-20135-5; E-Book: Edition diá, Berlin 2013, ISBN 978-3-86034-507-8 (Epub), ISBN 978-3-86034-607-5 (Mobi)

## Auszeichnungen
- 1996: Deutscher Kleinkunstpreis in der Kategorie Chanson (Musik, Lied)
- 2009: 3. Platz beim Troubadour Chanson & Liedwettbewerb, Stuttgart

## Einzelbelege
1. ↑   Zur Auflösung grammatischer Kategorien in der Selbstdarstellung Frosts vgl. https://genderforschung.kug.ac.at/studieren/kuenstlerinnen-des-monats/kuenstlerinnen-des-monats/archiv-kuenstlerinnen/april-2021-cora-frost/, abgerufen am 27. Mai 2022.
2. ↑  Rudolf Thome: „Paradiso“ - Über sieben Brücken musst du gehen…, Spiegel Online vom 14. Februar 2000, abgerufen am 12. März 2013

| Personendaten    | Personendaten                                 |
| ---------------- | --------------------------------------------- |
| NAME             | Frost, Cora                                   |
| KURZBESCHREIBUNG | deutsche Sängerin, Schauspielerin und Autorin |
| GEBURTSDATUM     | 1963                                          |
| GEBURTSORT       | München                                       |